# Centro de Gobierno (Venezuela)
El Centro de Gobierno fue una institución creada por el presidente de la Asamblea Nacional de Venezuela, y reconocido por diversos países y organizaciones del mundo como presidente de Venezuela, Juan Guaidó el 28 de agosto de 2019. En sus inicios su sede se encontraba en la Embajada del Reino de España, en Caracas, donde residía en ese momento Leopoldo López, quien dirigió el Centro. El Centro de gobierno sería, según el propio Guaidó, una institución que coordinaría a todos los representantes que había designado en su gestión así como las acciones que llevaría a cabo.
Fue interpretado como un gabinete de ministros, aunque sus miembros se les denominó «comisionados presidenciales». Funcionó hasta el 5 de enero de 2023, seis días después de que la Asamblea Nacional aprobase la disolución del Gobierno interino de Juan Guaidó y de que éste dejase de ejercer la presidencia del poder legislativo.

## Historia

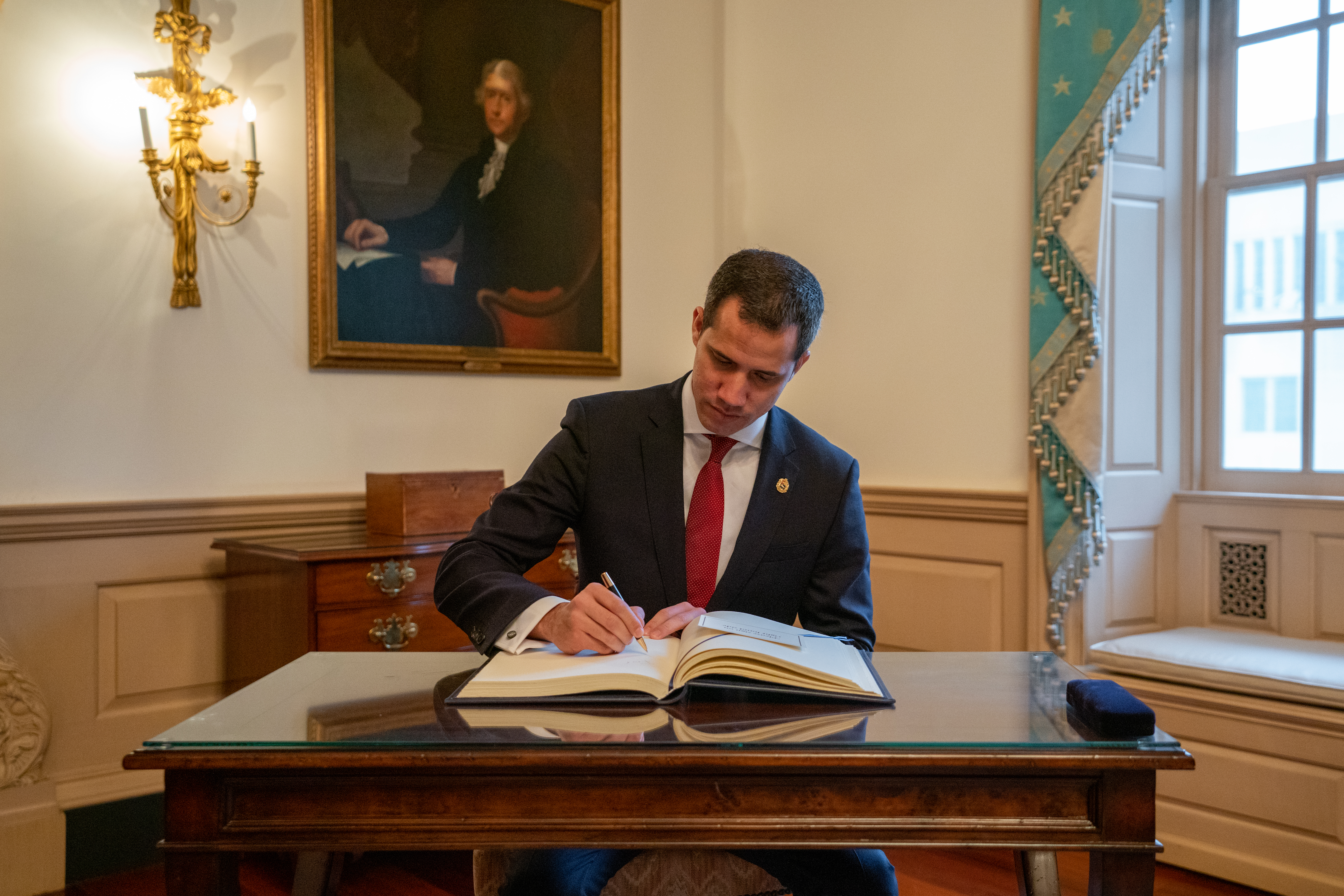
Guaidó como presidente interino de Venezuela en la Casa Blanca, 2020.

El Centro de Gobierno (CdG) es un término comúnmente usado por el Banco Interamericano de Desarrollo. El BID lo define como: «institución o grupo de instituciones que prestan apoyo directo al Jefe del Ejecutivo (el Presidente o el Primer Ministro, Gobernador o Alcalde) en la gestión de las máximas prioridades del gobierno». El CdG es por tanto una institución de seguimiento y apoyo a la gestión de un mandatario.
El 28 de agosto de 2019, Juan Guaidó, anunció la conformación de un Centro de Gobierno en el país, afirmando que «va a ser un espacio de articulación y lo haremos de la mejor forma posible para que no entorpezca las reglas de la Embajada (de España)». Leopoldo López, el líder del partido de tendencia progresista Voluntad Popular, dirigirá como «comisionado presidencial para el Centro de Gobierno» dicha institución, lo que sería el equivalente a un jefe de gabinete.
En el artículo 19 de la Ley, sancionada el 26 de diciembre de 2020 sin los votos del partido Acción Democrática, se estableció la “reestructuración organizativa” de la Presidencia encargada de la República mediante la creación de un Consejo Político que suplantara al Centro de Gobierno que coordinaba el fundador de Voluntad Popular Leopoldo López.
El nuevo órgano se encargará de la “coordinación, seguimiento y evaluación de la acción de la Presidencia encargada de la República Bolivariana de Venezuela, sus actos estarán sometidos al control parlamentario y se orientarán a la procura de elecciones libres, justas y verificables, al pleno restablecimiento del orden constitucional y de la separación de poderes, y al rescate del Estado democrático y social de Derecho y de Justicia”. El Consejo “dictará su propio reglamento y contará con una Secretaría permanente en cuyo cargo estará un secretario designado de fuera de su seno”. 
La organización, competencias y régimen de funcionamiento de dicha instancia serán reglamentados por el presidente encargado mediante decreto. No obstante, el Estatuto adelanta, en su artículo 41 que el Consejo podrá solicitar a la Asamblea Nacional o a la Comisión Delegada autorización total o parcial para el uso de fondos públicos, “dando prioridad a los gastos ordinarios del Poder Legislativo y a la defensa de activos del Estado venezolano en el extranjero”.

## Miembros

### Comisionados presidenciales
| Titular           | Titular | Área                                       | Inicio                   | Final                  | Referencias          |
| ----------------- | ------- | ------------------------------------------ | ------------------------ | ---------------------- | -------------------- |
| Leopoldo López    |         | Centro de Gobierno                         | 28 de agosto de 2019     | 5 de enero de 2023     | [ 10 ] [ 3 ] [ 7 ]   |
| Julio Borges      |         | Relaciones Exteriores                      | 28 de agosto de 2019     | 5 de diciembre de 2021 | [ 12 ] [ 13 ] [ 14 ] |
| Humberto Prado    |         | Derechos Humanos y Atención a las Víctimas | 28 de agosto de 2019     | 5 de enero de 2023     | [ 12 ] [ 13 ] [ 14 ] |
| Javier Troconis   |         | Recuperación de Activos                    | 28 de agosto de 2019     | 5 de enero de 2023     | [ 15 ] [ 14 ] [ 13 ] |
| Alejandro Plaz    |         | Desarrollo Económico                       | 28 de agosto de 2019     | 5 de enero de 2023     | [ 16 ] [ 17 ]        |
| Miguel Pizarro    |         | Naciones Unidas                            | 22 de septiembre de 2019 | 5 de enero de 2023     | [ 18 ] [ 19 ] [ 20 ] |
| Leopoldo Castillo |         | Recuperación de TeleSUR                    | 14 de enero de 2020      | 5 de enero de 2023     | [ 21 ]               |

### Otros cargos
| Titular                         | Área                                       | Inicio                | Final               | Referencias                 |
| ------------------------------- | ------------------------------------------ | --------------------- | ------------------- | --------------------------- |
| Iván Simonovis                  | Seguridad e Inteligencia de Venezuela      | 10 de julio de 2019   | 17 de mayo de 2021  |                             |
| Carlos Paparoni                 | Lucha Contra La Corrupción                 | 30 de octubre de 2019 | 5 de enero de 2023  | [ 22 ]                      |
| José Ignacio Hernández Gonzales | Procurador especial                        | 27 de febrero de 2019 | 18 de junio de 2020 | [ 23 ] [ 24 ] [ 25 ] [ 26 ] |
| Enrique Sánchez Falcón          | Procurador especial                        | 23 de junio de 2020   | 5 de enero de 2023  | [ 27 ]                      |
| Gustavo Tarre Briceño           | Organización de los Estados Americanos     | 22 de enero de 2019   | 5 de enero de 2023  | [ 28 ]                      |
| Luis Somaza                     | Atención al ciudadano                      | 2019                  | 5 de enero de 2023  |                             |
| José Manuel Olivares            | Emergencia para la Salud                   | 2019                  | 5 de enero de 2023  |                             |
| Luisa Palacios                  | presidencia ad hoc de Citgo Petroleum Corp | febrero de 2019       | 7 de enero de 2021  | [ 29 ]                      |
| Pablo Sotelo                    | Contralor                                  | agosto de 2020        | enero de 2023       |                             |
| Manuel Rodríguez Armesto        | Presidente de la junta del BCV ad hoc      | agosto de 2020        | continua en 2023    | [ 30 ]                      |
| Ricardo Villasmil Bond          | Presidente de la junta del BCV ad hoc      | febrero de 2019       | agosto de 2020      |                             |

## Presupuesto anual
Después del 23 de enero del 2019 cuando Juan Guaidó se autojuramentó Presidente de Venezuela, el secretario de Estado, Mike Pompeo, emitió un comunicado en el que ofrecía apoyo para la “transición hacia un gobierno democrático con elecciones libres”. El 24 de enero del 2019 el Departamento de Estado anunció su intención de otorgar más de US$ 20 millones al «nuevo gobierno» a ser utilizados para «ayuda humanitaria» y en la “lucha contra la escasez de comida y medicamentos” por medio de la OEA. La Asamblea Nacional (2015) para su funcionamiento dispuso de fondos controlados por la OFAC disponibles “se sufragarán con el traspaso de fondos de la Ley Especial del Fondo para la Liberación de Venezuela y Atención de Casos de Riesgo Vital” parte de estos recursos serán usados para la defensa de activos de la República en el exterior como Citgo (filial de Pdvsa en Estados Unidos) y las reservas de oro en Inglaterra. el 25 de enero de 2019, se dio a conocer la autorización a Guaidó para controlar las cuentas del gobierno o del Banco Central de Venezuela, depositadas en el Banco de la Reserva Federal en Nueva York u otra institución bancaria asegurada en Estados Unidos, previa autorización de la Asamblea Nacional, se trata de unos US$ 340 millones de dólares. En abril de 2019 el Juan Guaidó canceló los intereses que se vencían por US $71 millones de los bonos PDVSA2020.  La nueva junta directiva esta proponiendo una nueva refinanciación con bonos de vencimiento en el 2020.
El presupuesto para su funcionamiento de la Asamblea (2015) durante el año 2020 se aprobó un presupuesto de $80 millones de dólares, de los cuales la OFAC (Oficina de Control de Activos Extranjeros de Estados Unidos que custodia esos fondos) autorizó $61,6 millones.
En 2021 la Asamblea presupuestó y aprobó $152,4 millones de dólares, siendo que la OFAC solo autorizó el desembolso de $72 millones. 
En el año 2022 la Asamblea (2015) aprobó un presupuesto de $56,6 millones de dólares, de los que la OFAC autorizó $54,8 millones.
En agosto de 2022, tres firmas de abogados dieron un ultimato a la oposición venezolana debido a la falta de pagos de sus honorarios por representaciones en litigios para defender los litigios de Citgo en el exterior, en el que los honorarios totales de las firmas legales desde 2019 superarían los 63 millones de dólares. El procurador Sánchez Falcón aseguró que su administración ha pagado 28 millones de dólares a bufetes legales para encarar esos litigios en el extranjero, mientras se adeudan $18 millones. El procurador anterior del gobierno interino, José Ignacio Hernández, pagó $16 millones.
El 9 de febrero  de 2023 en su informe final anual de 2022 del BCV Ad hoc de la Asamblea Nacional 2015, Manuel Rodríguez, presidente encargado de la junta directiva del BCV sobre las cuentas en el Banco de la Reserva Federal en Nueva York, expresó que el BCV ha recuperado más de $346,9 millones en activos en tres años. Colocando de esta manera las cuentas claras para el inicio de la Asamblea Nacional presidida por Dinorah Figuera.

## Fin del centro de gobierno
El 5 de enero de 2023 entra en vigencia la Reforma del estatuto que rige la Transición a la Democracia para restablecer la vigencia de la Constitución de la República Bolivariana de Venezuela, que establece la eliminación del gobierno interino. Ese mismo día, la Comisión Delegada de la Asamblea Nacional elige como presidente a Dinorah Figuera (PJ), con Marianela Fernández (UNT) y Auristela Vásquez (AD) en la primera y segunda vicepresidencia, respectivamente. Las tres se encontraban en el exilio.
La Asamblea Nacional elige como presidente a Dinorah Figuera de Primero Justicia residenciada en Valencia, España, acompañada por Marianela Fernández, de Un Nuevo Tiempo (UNT), y Auristela Vásquez, de Acción Democrática (AD). Ambas también permanecen en el exilio, la primera en Estados Unidos y la segunda, en Madrid,